# きょうされん
きょうされんは、日本の障害者に対する支援をする事業所（働く場、活動の場や生活の場、生活支援センターなどの多様な社会資源）の連絡会である。

## 概要
きょうされんは、1977年8月6日に16ヵ所の共同作業所によって結成された団体である。現在は1800以上の会員によって構成され、小規模作業所をはじめ通所型事業所やグループホーム、入所施設、相談支援センターといった事業所が加盟している。
結成当初の正式名は「共同作業所全国連絡会」で、略して「きょうされん」（共作連）だったが、2001年に略称が正式名となった。
現在は、会員間の交流、学習、要請運動などを通して、小規模作業所（現・地域活動支援センターIII型）だけでなく、グループホーム、授産施設、生活施設など幅広い分野にわたる施設間のネットワークを構築している。
理事長は社会福祉法人鴻沼福祉会常務理事の斎藤なを子。

## 入会資格
成人期障害者に関するあらゆる施設・事業並びに作業所設立準備会などの事業体で、会の趣旨に賛同し、会費を払うことができれば、事業所単位で入会を申請できる。
- 支部のある都道府県の場合は作業所施設から支部そして事務局に経る。
- 支部のない都道府県場合は作業所施設から事務局に経る。[5]

## 月刊誌
- 『月刊きょうされんTOMO』[6]